# 中間者結び

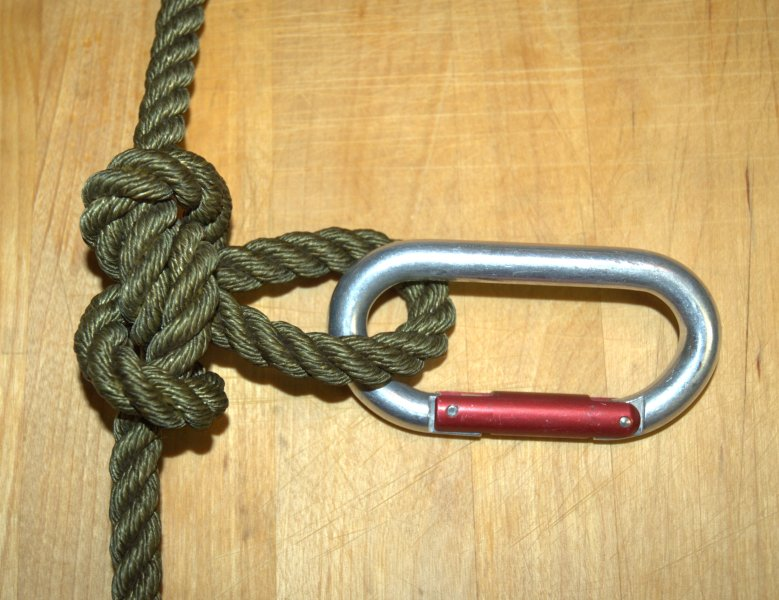
中間者結び（輪にカラビナがつけられている）

中間者結び（ちゅうかんしゃむすび）とは、ロープの中ほどに固定した輪つくる結び方のひとつ。ラインマンズ・ループ（Lineman's Loop）、バタフライ・ループ（Butterfly loop）、アルパイン・バタフライ・ノット（Alpine butterfly knot）などともいう（これは結び目が蝶のような形をしていることによる）。

## 結び方
中間者結びは以下の手順で結ぶ（ロープの中間部だけで結びが完了する。つまり、「端を通す」といった手順が存在しない）。
1. ロープを2つ折りにして曲がりの部分を360°ねじって屈曲部をつくる。
2. 外側のループを動かし、根元の交点の下をくぐらせる。
3. そのまま内側にのループから外へ出す。
4. ロープを引っ張って結び目を締める。

（以上、結び方1）このほか、ロープを手のひらに巻いて結ぶ方法（結び方2）や指に巻いて結ぶ方法もある。

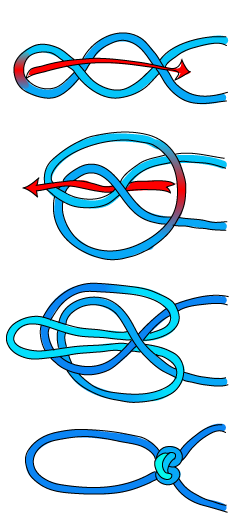
結び方1
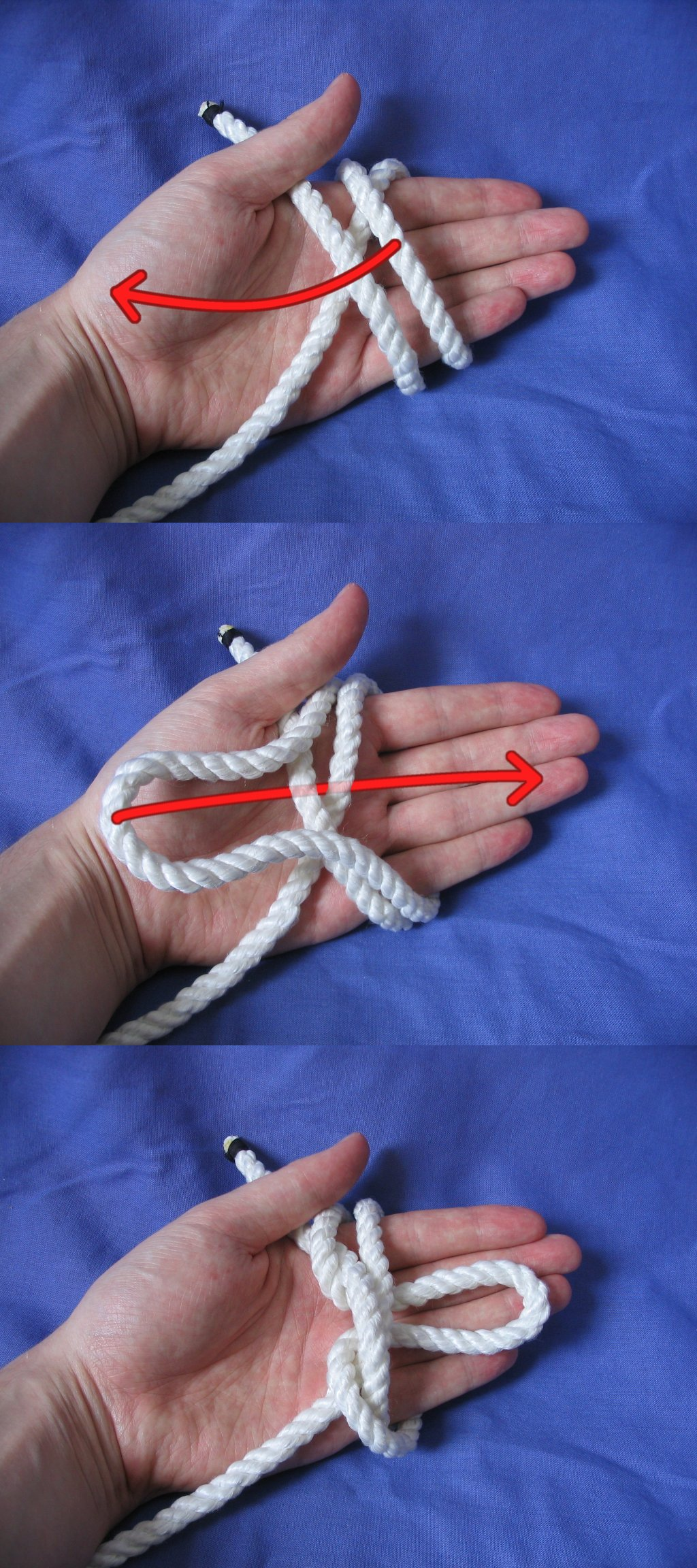
結び方2

## 特徴・用途
中間者結びは強度が高く輪に大きな負荷がかかってもほどけにくいため信頼性の高い結びといえる。また、水に濡れたりしてもたやすくほどくことができる。そのため、「結び目の王」といわれるもやい結びに対して「結び目の女王」と表現されることもある。
3人以上のパーティで登山する際にアンザイレンするとき、先頭と最後尾の人はもやい結びや二重8の字結びなどで自分の体に結び、残りの人がこの結びを使って自分の体に結びつけることがある。そのことから中間者結びという名前がついた。
このほか、アウトドアにおいて、ロープを張って中間者結びで輪をつくり小物をぶらさげるのに利用したり、1つのロープにたくさんの中間者結びの輪をつくって縄梯子として活用したりできる。